# Chowdikoppa, Sorab
Chowdikoppa là một làng thuộc tehsil Sorab, huyện Shimoga, bang Karnataka, Ấn Độ.